# Urchin
Urchin была первой рок-группой, сформированной Эдрианом Смитом вместе с Дэйвом Мюрреем в 1974. В 1977 году Дэйв перебрался в Iron Maiden. Urchin записали два виниловых альбома 7" Black Leather Fantasy и She’s a Roller в 1977 году. В 2004 году лейбл звукозаписи High Roller Records выпустил ограниченный 330 копиями виниловый диск, включающий 4 сингл-трека, 5 неизданных треков и один трек, записанный живьём. Так же были выпущены записи группы для BBC Friday Rock Show записанные в 1977 году и концерт записанный 14 октября 1979 в Оксфорде.

## BBC Friday Rock Show — 1977
1. See Me Through
2. Walkin' Out On You
3. Some Days(I Only Wanna Rock’n’Roll)
4. Watch Me Walk Away
5. Call Me Out
6. Show Me

## Urchin In Oxford — October 14, 1979
CD 1
1. Life In The City
2. Countdown (Original Version Of 22, Acacia Avenue)
3. Walking Out On You
4. Little Girl
5. Steal My Heart
6. The User
7. Whole Lotta Love (Led Zeppellin cover)
8. Buddy Guy’s In The House

CD 2
1. Music
2. Somebody Like You
3. Rocky Mountain Way
4. Show Me / Do You Like It John
5. I’ve Had Enough
6. Stay For Me
7. Walked Another Way
8. See Right Through

## Black Leather Fantasy '77
1. Black Leather Fantasy
2. Rock N Roll Woman

### She’s a roller '77
1. She’s a roller
2. Long Time No Women

### Urchin '2004
1. She’s a Roller
2. Long Time No Woman
3. Black Leather Fantasy
4. Rock & Roll Woman
5. See Right Through You (Live)
6. See Right Through You
7. Walking out on You
8. Somedays
9. Watch Me Walk Away
10. The Latest Show
11. Life Time

## Состав

### Последний состав
- Adrian Smith — гитара, вокал (1974—1980)
- Andy Barnett — гитара (1977—1980)
- Dave Murray — гитара (1977)
- Alan Levitt — бас-гитара (1974—1980)
- Barry Tyler — ударные (1974—1980)

### Бывшие участники
- David Hall — вокал (1974—1977)
- Maurice Coyne — гитара (1974—1977)